# Margarita Alexandrowna Miglau
Margarita Alexandrowna Miglau (russisch Маргарита Александровна Миглау; * 16. März 1926 in Lesje, Oblast Leningrad; † 18. März 2013 in Moskau) war eine sowjetische Opernsängerin im Stimmfach Sopran.

## Leben
Miglau wurde in der Provinz Leningrad geboren. Ihr Vater war estnisch-lettischer Abstammung; die Mutter war Russin. Während des Zweiten Weltkriegs wurde Miglaus Familie im Zuge der Besetzung des Baltikums nach Tartu (dt.: Dorpat) in Estland zwangsumgesiedelt. Miglau arbeitete in der Landwirtschaft und als Buchhalterin.
Sie studierte nach Kriegsende Gesang, zunächst am Konservatorium Tartu bei Salme Kann. Sie zog dann nach Leningrad und später nach Moskau. Ab 1951 setzte sie ihre Gesangsausbildung an der Gnessin-Musikhochschule in Moskau fort. 1956 wurde sie an das Moskauer Bolschoi-Theater engagiert. Dort blieb sie bis 1986 festes Ensemblemitglied. 1986 gab sie ihre Gesangskarriere auf.
Am Bolschoi-Theater sang sie in über 30 Jahren etwa 50 verschiedene Rollen. Sie sang dort ein breites Repertoire, das hauptsächlich Partien aus dem lyrischen und dem jugendlich-dramatischen Sopran enthielt. Zu ihren Partien am Bolschoi-Theater gehörten: Gräfin in Le nozze di Figaro, Micaëla in Carmen, Marguerite in Faust, Tatjana in Eugen Onegin und Helena in Ein Sommernachtstraum. Als ihre Glanzpartie galt insbesondere die Cio-Cio-San in der Oper Madama Butterfly, mit der sie am Bolschoi-Theater in 173 Vorstellungen auftrat. Miglau war auch die erste Sängerin, die am Bolschoi-Theater die Partie der Senta in Richard Wagners Oper Der Fliegende Holländer sang.
Sie interpretierte auch zahlreiche Rollen in russischen Opern: Wolkowa in Sadko von Nikolai Rimski-Korsakow, die Schwanenprinzessin in Das Märchen vom Zaren Saltan, Clara in Die Schneekönigin von Sergej Banewitsch, Bianca in Der Widerspenstigen Zähmung von Wissarion Schebalin, Sascha in Die Mutter von Tichon Chrennikow und die Maria in der Oper Im Morgengrauen ist es noch still von Kirill Moltschanow.
Neben ihren Hauptrollen übernahm Miglau immer wieder auch zahlreiche Comprimario-Partien, so die Priesterin in Aida, Mercedes in Carmen, Larina in Eugen Onegin und Mascha in Pique Dame.
Im Oktober 1971 gastierte Miglau bei einem Gastspiel des Bolschoi-Theaters der UdSSR an der Wiener Staatsoper. Sie sang die Rollen Mascha/Chloe in Pique Dame und Dunjascha in Krieg und Frieden.
Miglau war auch eine erfolgreiche Konzertsängerin. Zu ihrem Konzertrepertoire gehörten die Sopran-Partie im Verdi-Requiem, das Sopran-Solo in Ludwig van Beethovens 9. Sinfonie und die Sopran-Partie in dem Chorwerk Die Glocken von Sergei Wassiljewitsch Rachmaninow.
1966 wurde sie „Verdiente Künstlerin“ der RSFSR; 1973 folgte die Ernennung zur Volkskünstlerin der RSFSR. Seit 1983 unterrichtete sie als Professorin für Solo-Gesang an der Gnessin-Musikhochschule. Zu ihren Schülerinnen gehören unter anderem Maria Maksakowa und Tatiana Artemieva.

## Tondokumente
Schallplattenaufnahmen in russischer Sprache und Live-Mitschnitte aus dem Bolschoi-Theater  dokumentieren Miglaus Stimme. 1958 wirkte sie in der Partie der Olga in einer Gesamtaufnahme der Oper Russalka von Alexander Sergejewitsch Dargomyschski mit; 2002 wurde eine Gesamtaufnahme der Oper Die Geschichte vom wahren Menschen aus dem Jahre 1961 wiederveröffentlicht, in der Miglau in der kleineren Mezzosopran-Partie der Warja zu hören ist. 1982 wirkte sie als Dunjascha in einer Gesamtaufnahme der Oper Krieg und Frieden mit; Dirigent war Mark Ermler. 2009 wurde bei dem russischen Label Melodiya ein Livemitschnitt der Oper Carmen aus dem Bolschoi-Theater aus dem Jahre 1977 veröffentlicht; Miglau singt darin, neben Wladimir Atlantow und Elena Obraszowa, die Rolle des Bauernmädchens Micaëla. Außerdem existiert ein Mitschnitt einer Aufführung der Oper Chowanschtschina aus dem Bolschoi-Theater aus dem Jahr 1979, in der Miglau die Partie der Emma singt; der Aufführungsmitschnitt wurde mittlerweile auch auf Laserdisc veröffentlicht.